# Stelis vollesii
Stelis vollesii är en orkidéart som beskrevs av Carlyle August Luer och Dodson. Stelis vollesii ingår i släktet Stelis och familjen orkidéer. Inga underarter finns listade i Catalogue of Life.